# Renault Super Goélette SG2
Der Kleintransporter Renault Super Goélette SG2 ersetzte im Juni 1965 den Renault Goélette. Die Fahrzeugpalette bestand aus einem Pritschenwagen, einem Fahrgestell für Aufbauten, Kipper sowie einem Kastenwagen mit 9 m³ Ladevolumen. Das maximale Gesamtgewicht betrug 3,3 Tonnen oder 3,5 Tonnen. Er hatte im Gegensatz zum Vorgänger eine große gewölbte Frontscheibe, ein Pkw-ähnliches Armaturenbrett und einen am Fahrzeugboden positionierten Schalthebel. Vorne hatte das Modell Schraubenfedern und hinten Blattfedern mit Teleskop-Stoßdämpfer. Damit war die Federung im Gegensatz zum Vorgänger variabel und bequemer. Der Standardmotor war ein 2,1-l-Ottomotor (Typ 671) mit 65 PS (48 kW) Leistung und 4-Gang-Schaltgetriebe. Auf Wunsch gab es auch einen 2,6-l-Ottomotor (Typ 817) mit 75 PS (55 kW) und 5-Gang-Schaltgetriebe sowie einen 2,7-l-Dieselmotor (Typ 580) mit 70 PS (51 kW) und Fünf-Gang-Schaltgetriebe. Gebaut wurde das Modell von Saviem, der Renault-Nutzfahrzeuggesellschaft in Blainville-sur-Orne. Der LKW Renault Super Galion SG4 / Saviem SG4 / SG5 basierte auf dem Super Goélette SG2.
Bereits im Herbst 1966 wurde die Windschutzscheibe nach unten hin verlängert und das Armaturenbrett leicht modifiziert. Im Jahr 1967 wurde die Front verändert, mit geändertem Grill und rechteckigen statt runden Scheinwerfern; außerdem erschienen zwei neue Varianten: So gab es nun für weitere Sonderaufbauten mit sehr niedrigem Boden – z. B. für den Lieferverkehr – einen Frontantrieb als SB2, außerdem einen Allradantrieb (ab 1971 TP3 genannt).
1969 gab es den Saviem-Alfa Romeo Typ 599 3,3-l-Dieselmotor mit Direkteinspritzung mit 75 PS (55 kW). Dieser Motor war ein Lizenznachbau von MAN.
Ab nun war die Modellreihe in Italien als Alfa Romeo Saviem A15 erhältlich.

## Saviem SG2 / SB2 / SG3 / TP3 1970–1980

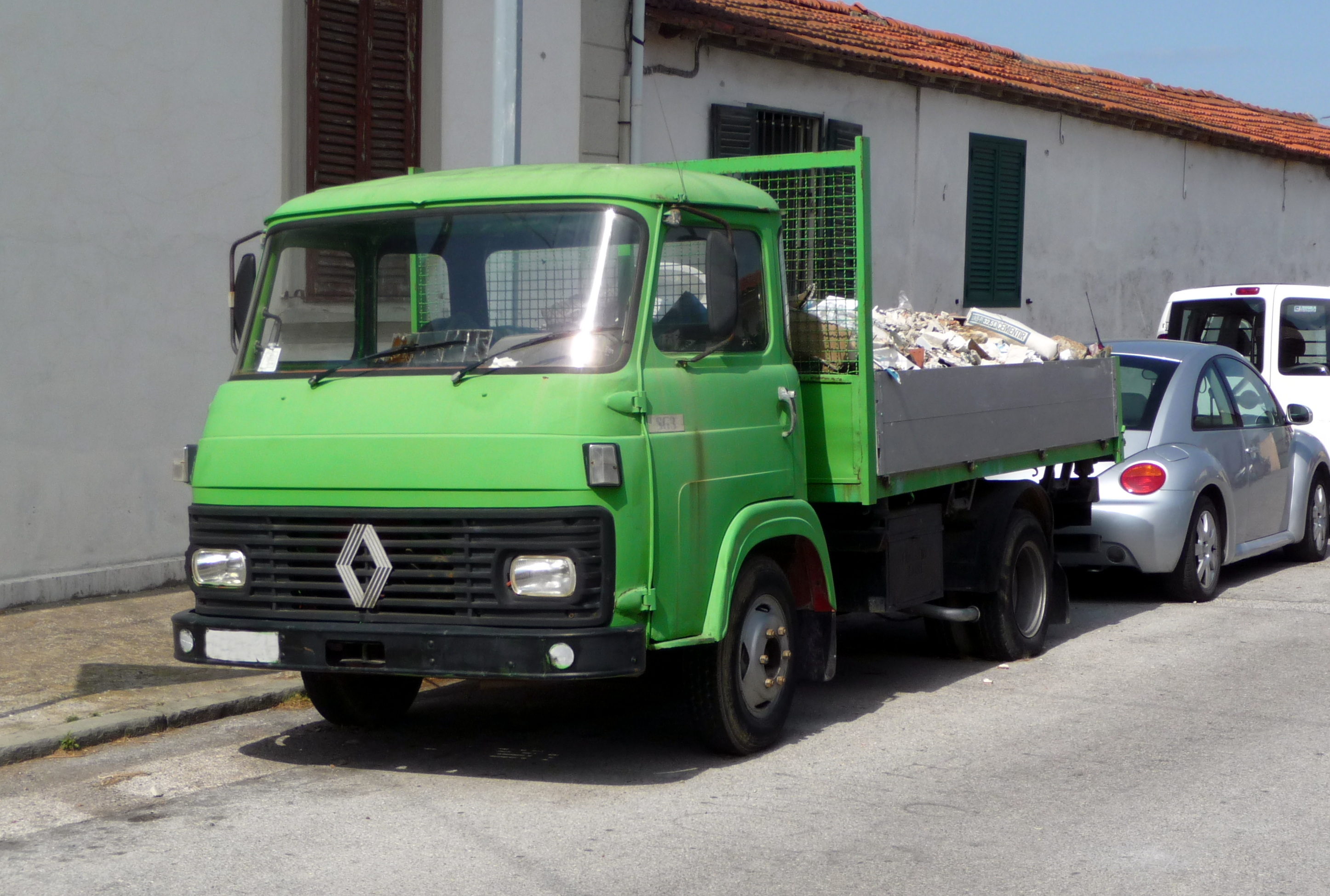
Renault SG3

1970 wurde die Renault Super Goélette SG2 zum Saviem SG2 und SB2. Der neue Typ Saviem TP3 war ein Kastenwagen mit Allradantrieb und abgeleitet aus den an die französische Armee verkauften Allradmodellen.
Ab 1971 war ein 3-Stufen-Automatikgetriebe für die größeren Motoren erhältlich.
Im Januar 1974 erschien der SG3 mit doppelten Hinterrädern und einer Hinterachse mit starren Blattfedern.
Da Renault 1975 Berliet übernommen hatte, wurde diese Marke mit Saviem verschmolzen und 1978 zu Renault Véhicules Industriels (RVI).
1979 bekamen die Modelle eine breitere Kühlergrillverkleidung aus schwarzem Kunststoff mit einem großen Renault-Rhombus und Saviem-Schriftzug.

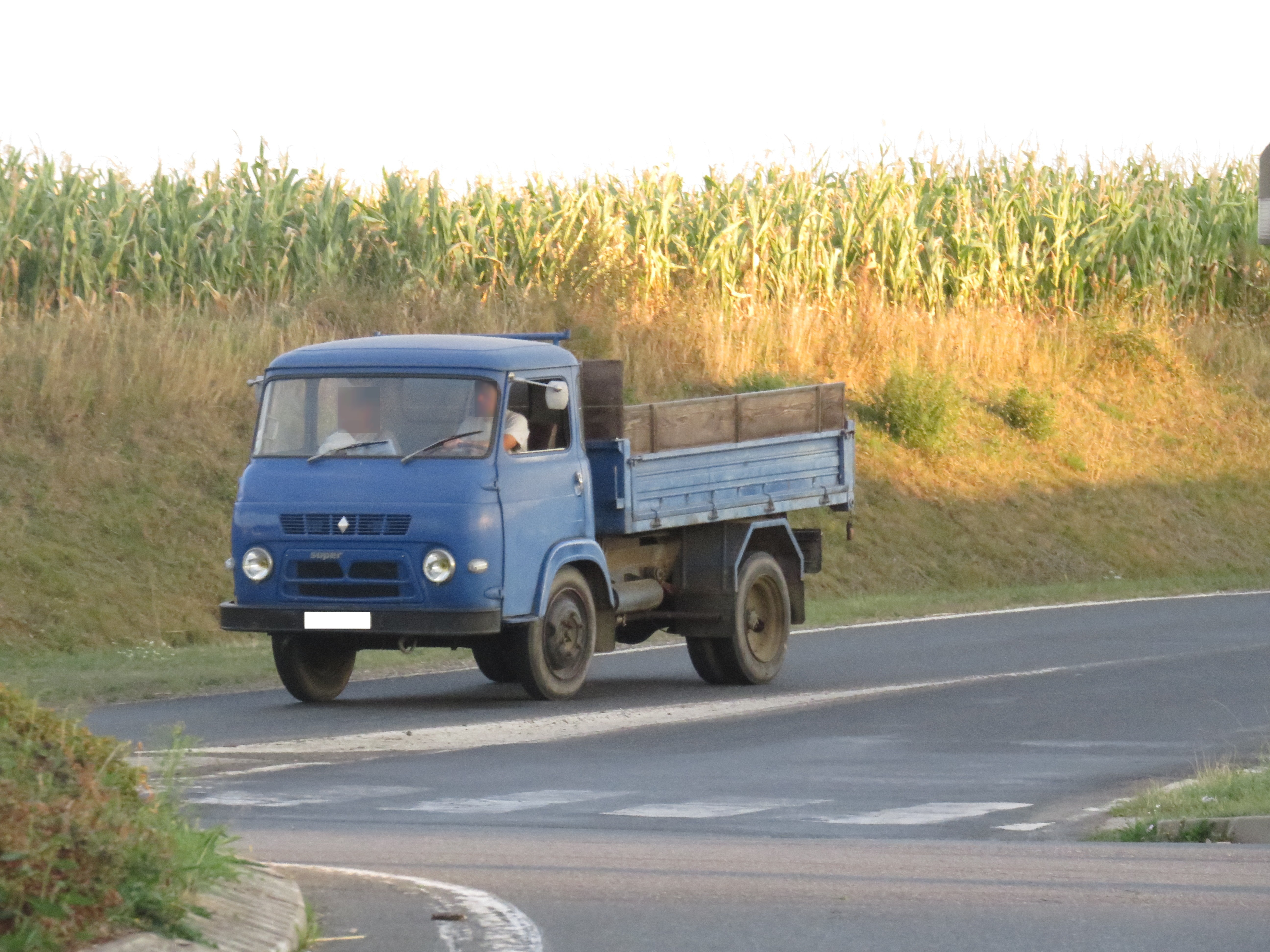
Renault Super Goélette SG2 (erste Version)
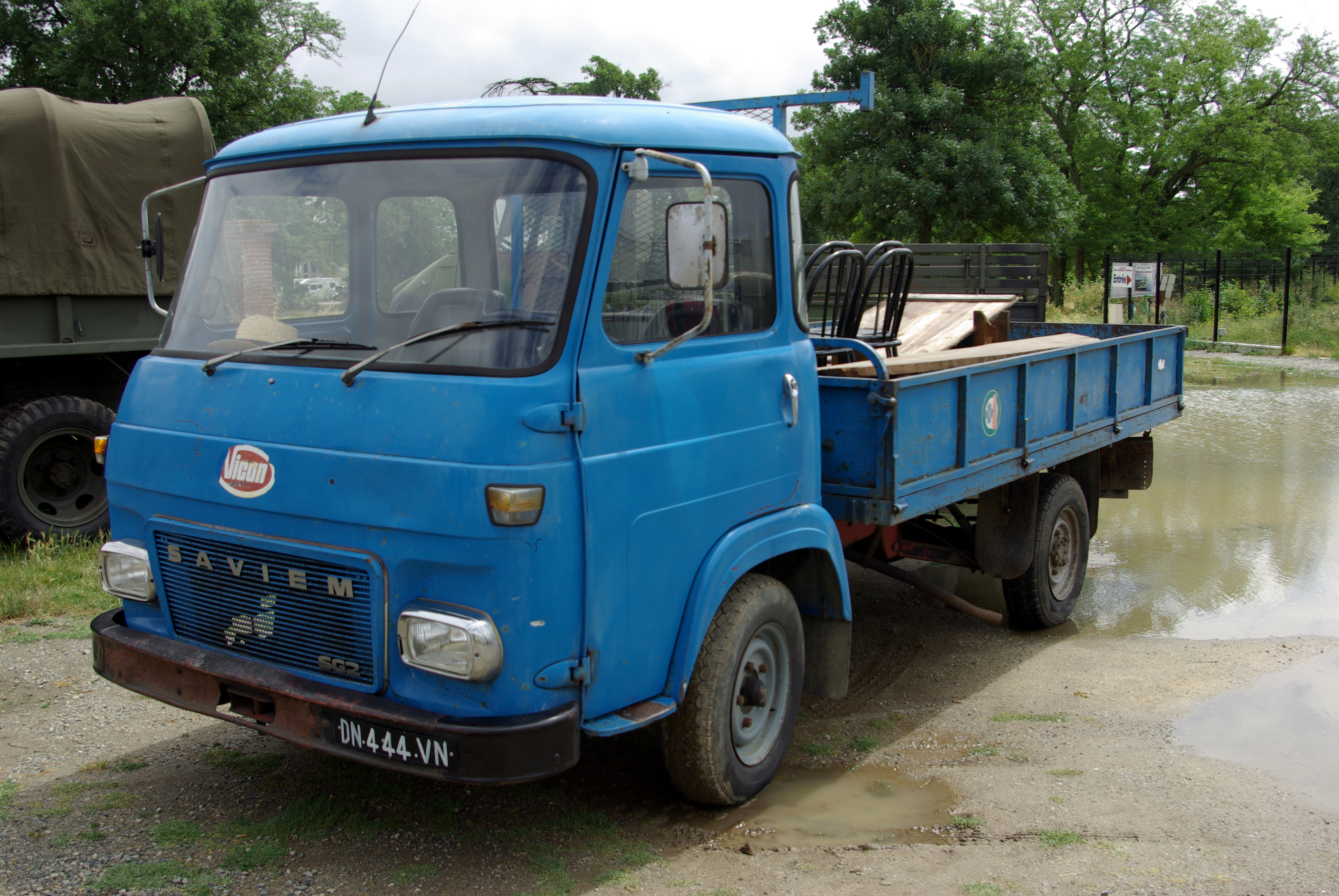
Saviem SG2
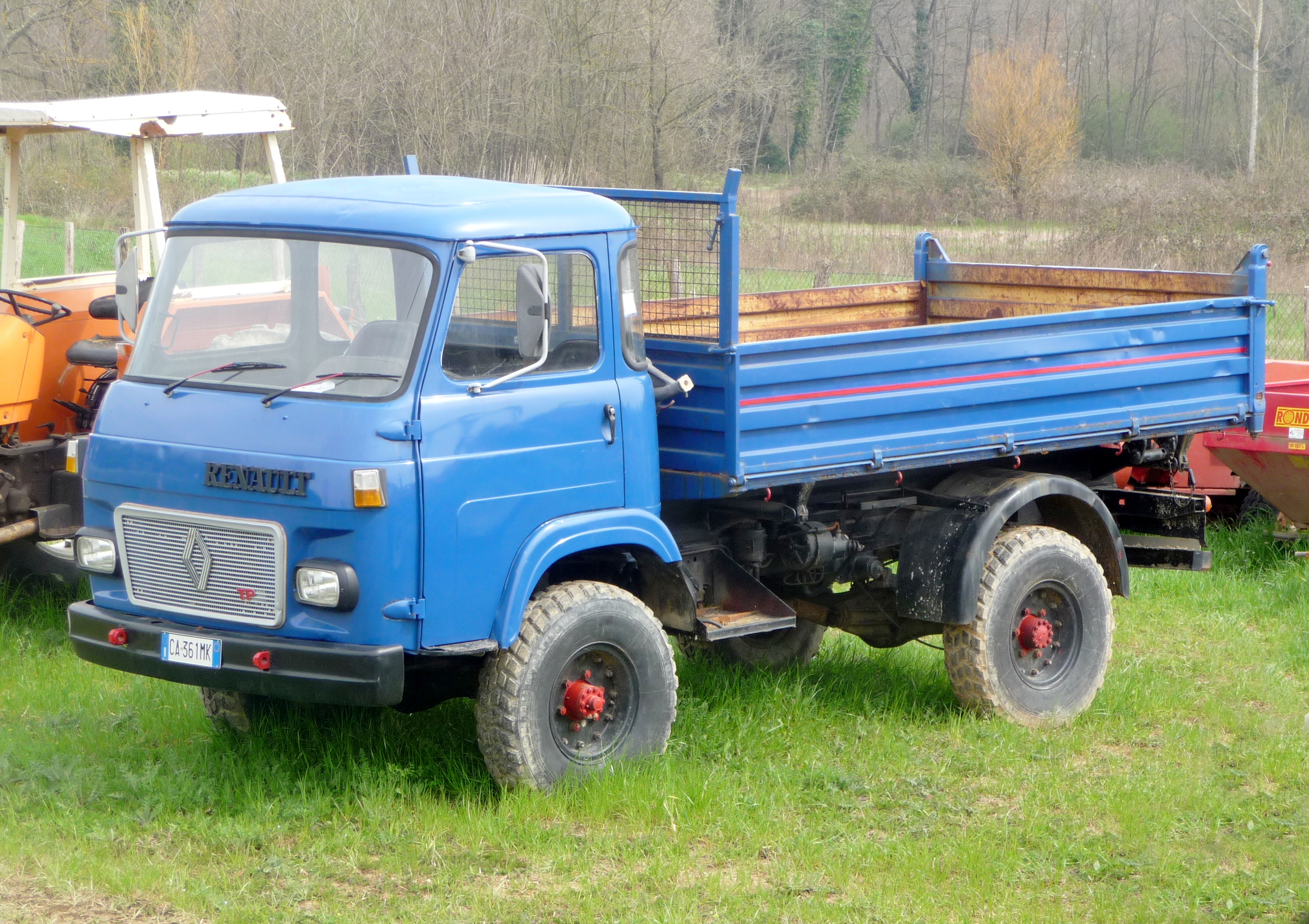
Saviem TP3 mit Allrad
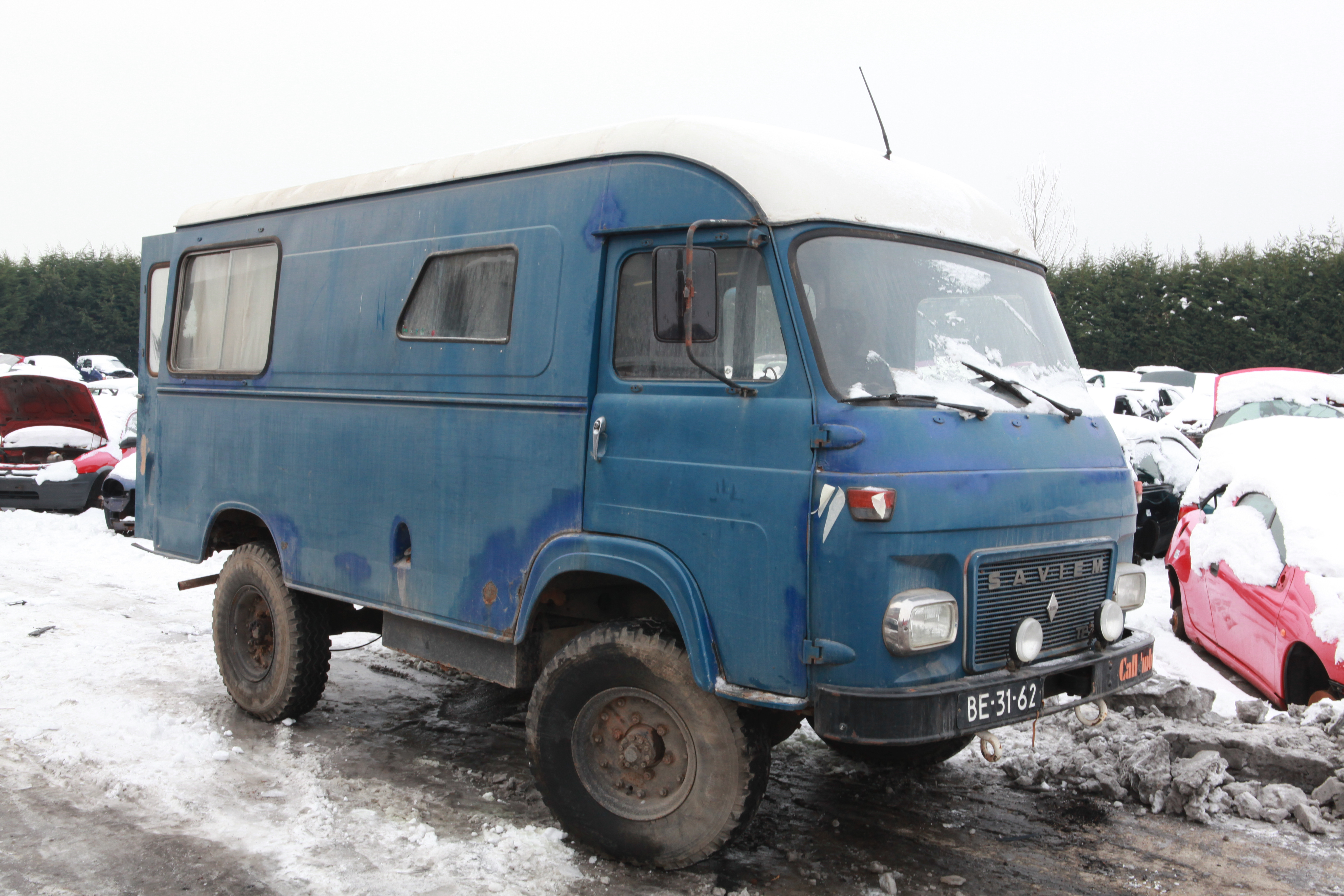
Saviem TP3 Allrad-Kastenwagen
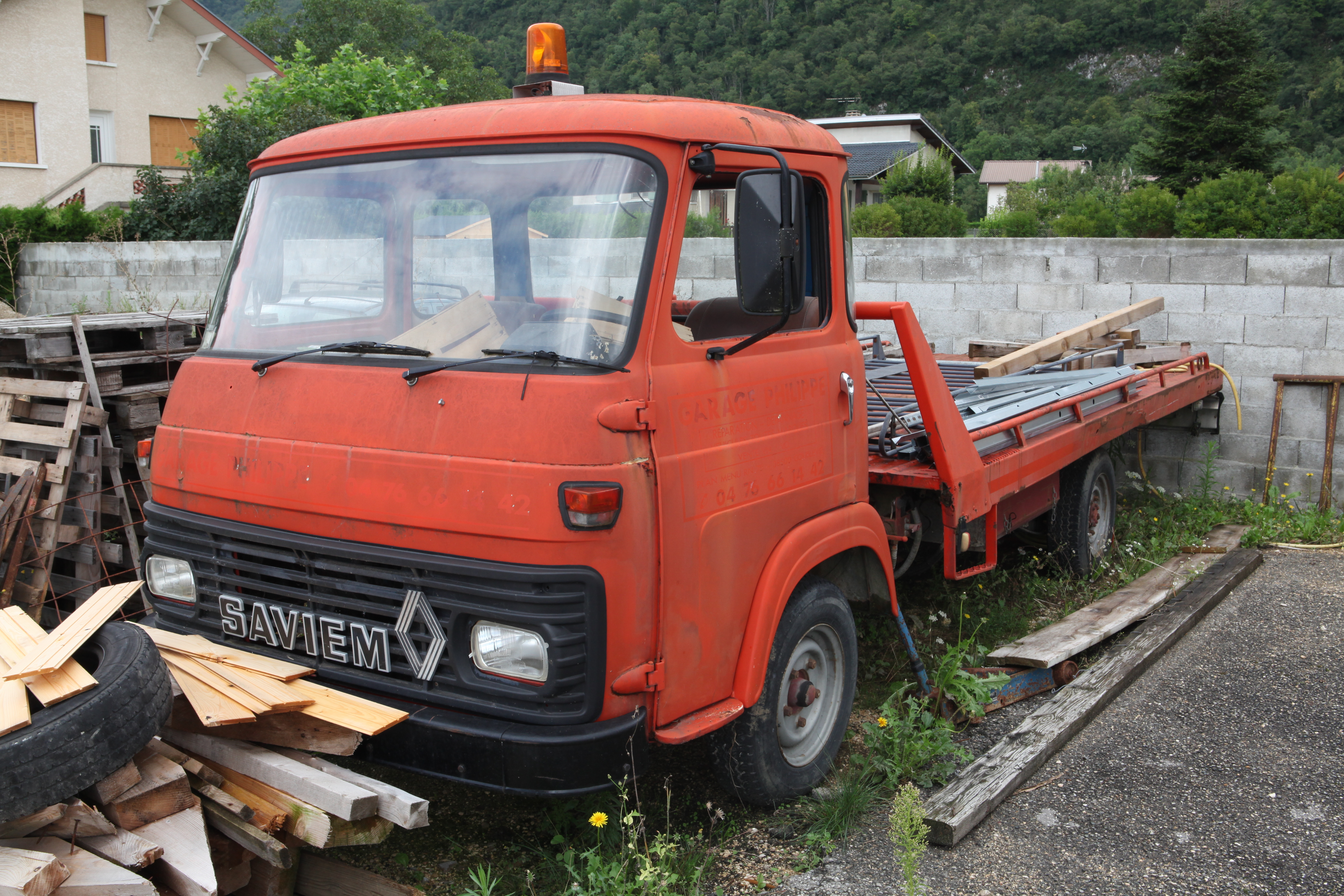
Renault-Saviem

## Renault SG2 / SB2 / SG3 1980–1982
Mitte 1980 verschwand – mit dem Erscheinen des neuen Renault Master und Renault Trafic – der Saviem-Schriftzug völlig von den Modellen.
Der Renault Messenger ersetzte die Modelle ab 1982. Da die Modelle in Afrika sehr beliebt waren, wurden sie noch einige Jahre dorthin exportiert.

## Avia
Die Modelle SG2 und SG3 wurden auch unter Lizenz in der Tschechoslowakei von Avia hergestellt.